# Čierna
Čierna és un poble i municipi d'Eslovàquia. Es troba a la regió de Košice, a l'est del país.

## Història
La primera referència escrita de la vila data del 1214.

## Demografia
| Godina             | 1994 | 2004   | 2014    | 2024    |
| ------------------ | ---- | ------ | ------- | ------- |
| Nombre de persones | 437  | 416    | 467     | 420     |
| Diferència         |      | −4,80% | +12,25% | −10,06% |

| Godina             | 2023 | 2024 |
| ------------------ | ---- | ---- |
| Nombre de persones | 420  | 420  |
| Diferència         |      | +0%  |